# Piazza della Repubblica (Lubiana)
La piazza della Repubblica (in sloveno: trg Republike; in passato piazza della Rivoluzione, in sloveno trg revolucije) è la più grande piazza di Lubiana, la capitale della Slovenia. Per molti anni è stata adibita a parcheggio pubblico e mercato, prima della ristrutturazione avvenuta nel 2014. La piazza, posta di fronte al Palazzo dell'Assemblea nazionale, si trova a est provenendo dal parco Tivoli.
Il 12 giugno 2014, data la sua importanza storica, è stata classificata come monumento culturale di importanza nazionale.

## Storia
Attualmente nell'area si trovano di resti della città romana di Emona (in latino Aemona) ed un centro paleocristiano. Durante gli scavi guidati da Ljudmila Plesničar sono stati rinvenuti numerosi oggetti di valore, attualmente custoditi al museo della città di Lubiana.
In questa piazza, il 26 giugno 1991 il presidente sloveno Milan Kučan ha dichiarato l'indipendenza della Slovenia dalla Repubblica Socialista Federale di Iugoslavia, sollevando pubblicamente per la prima volta la bandiera della Slovenia. In ricordo di questo evento viene svolta annualmente una commemorazione.